# Nicola Badalucco
Nicola Badalucco (Milano, 13 maggio 1929 – Roma, 17 giugno 2015) è stato uno sceneggiatore e giornalista italiano.

## Biografia
Nato a Milano nel 1929 da genitori siciliani, trascorre a Trapani l'infanzia e la prima giovinezza. Si diploma presso il liceo classico Ximenes quindi, a Palermo, si laurea in giurisprudenza e, tornato a Trapani, intraprende l'attività di procuratore legale presso la Camera del Lavoro. Socialista, nel maggio 1952, a 23 anni viene eletto nel consiglio comunale di Trapani. Si sposa con Anna Accardi, sorella della più nota Carla. Si interessa di scrittura e cinema e diventa collaboratore della rivista Cinema Nuovo e di altre pubblicazioni di settore.

### Giornalista
Verso la fine del 1953 decide di trasferirsi a Roma per provare a diventare autore per il cinema, cominciando scrivendo recensioni e saggi sull'Avanti! e su Mondo Operaio; l'anno dopo viene assunto all'Avanti! come redattore e si dedica al giornalismo. Nel 1955 è inviato in Sicilia e svolge un'inchiesta sull'assassinio, da parte della mafia, del giovane sindacalista Salvatore Carnevale. Badalucco riesce a scoprire i nomi dei quattro assassini del sindacalista e, constatando l'inerzia degli organi inquirenti, li pubblica sull'Avanti!. Riceve minacce di morte ed è costretto a nascondersi. L'ultima lettera di minaccia, essendo introvabile, viene recapitata all'Avanti!. Può tornare allo scoperto quando i colpevoli vengono arrestati. Era la prima volta che dei mafiosi venivano processati per l'uccisione di un sindacalista. Dopo quasi sessant'anni da quell'episodio, nel settembre del 2014 la Fondazione socialista antimafia "Carmelo Battaglia", che ha sede in Sicilia, conferisce a Badalucco un'onorificenza intitolata a Carnevale. Nel 1959 ne diventa redattore capo. Da quel momento, la collaborazione intensa con Pietro Nenni, leader del Partito Socialista, la nascita del primo centrosinistra (governo Moro-Nenni), le battaglie per il rinnovamento civile, la parità dei diritti delle donne, il divorzio, l'aborto, le inchieste sul rapporto mafia–politica lo impegnano per gli anni che seguono.

### Sceneggiatore
Alla fine degli anni sessanta, lascia il giornalismo esordendo come autore cinematografico scrivendo la storia Gotterdammerung che diviene il soggetto per un film di Luchino Visconti, La caduta degli dei del 1969. Il film fu un successo mondiale e Badalucco viene candidato all'Oscar per la migliore sceneggiatura e per la migliore storia originale; dal 2000 (Festival della prosa di Salisburgo) molti teatri europei utilizzano la sceneggiatura scritta da Badalucco insieme a Enrico Medioli e a Luchino Visconti, per rappresentarla sul palcoscenico. Continua la collaborazione artistica con Luchino Visconti con la sceneggiatura di Morte a Venezia, adattamento del racconto omonimo di Thomas Mann.
Seguono altri film, da quelli storici a quelli basati su opere letterarie, tra cui spiccano La Tenda Rossa in collaborazione con Ennio De Concini e Richard Adams, di Michail K. Kalatozov, processo immaginario che narra dell'incidente del dirigibile Italia del 1928, Bronte: cronaca di un massacro che i libri di storia non hanno raccontato di Florestano Vancini, sul tragico episodio durante la spedizione dei Mille in Sicilia, mentre sul ventennio fascista e la Resistenza, in collaborazione con Luciano Vincenzoni, di Libera, amore mio! (1975) di Bolognini, e tratti da opere letterarie, gli adattamenti L'Agnese va a morire (1976), dal romanzo di R. Viganò, e Gli occhiali d'oro (1987), dal romanzo di Giorgio Bassani, entrambi diretti da Giuliano Montaldo.
Non mancano film di impegno sociale e civile, tra cui Roma Bene (1971), tratto dall'opera Mani aperte sull'acqua di Luigi Bruno Di Belmonte, e Torino nera (1972) sulla mafia settentrionale, entrambi scritti in collaborazione con Vincenzoni e girati da Carlo Lizzani, e ancora Io ho paura (1977) sui servizi segreti deviati al servizio della mafia, ed Un uomo in ginocchio (1979), di argomento mafioso, entrambi diretti da Damiano Damiani. Fa anche sceneggiature per film commedia all'italiana come Piedone lo sbirro (1973) e La poliziotta (1974), entrambi diretti da Steno.
Tra gli altri ha scritto anche per registi italiani come Mario Monicelli per Rossini! Rossini! (1991) e stranieri come Sergej Bondarčuk, René Clément, Bob Swaim, Andreas Gruber, Xaver Schwarzenberger.
Dal 1971 è membro della sezione scrittori della Academy of Motion Picture Arts and Sciences e fa parte della giuria che assegna i premi Oscar.
Dal 1982 cominciò a scrivere anche per la televisione e suo è il soggetto della Piovra (1984), ambientato a Trapani. Nel film alcuni personaggi appartenenti alla società civile della città venivano rappresentati come “amici degli amici” di stampo mafioso. Aspri giudizi sull'autore, considerato un siciliano che offendeva la propria città, erano stati pubblicamente espressi da un magistrato, legato alla cosca mafiosa dominante nella zona. Questi poco tempo dopo veniva arrestato, processato e condannato, per detenzione di armi non denunciate e soldi di dubbia provenienza. Di quell'episodio clamoroso parlarono quasi tutti i giornali a partire da La Repubblica.
Ha insegnato per tredici anni drammaturgia cinematografica presso il Centro sperimentale di cinematografia, ha tenuto seminari e conferenze al DAMS di Bologna e in varie università italiane e straniere. È stato fondatore nel 1996 e primo presidente della SACT, l'associazione degli sceneggiatori italiani fino allo scioglimento nel 2014.
Ha inoltre partecipato al documentario Il falso bugiardo di Claudio Costa dedicato al suo amico sceneggiatore Luciano Vincenzoni.
Negli anni 2000 ha scritto le sceneggiature di diverse fiction TV.
L'ultimo soggetto al quale ha collaborato è stato quello della fiction tv Maltese - Il romanzo del Commissario, ambientato a Trapani.

## Filmografia

### Sceneggiatore
- La caduta degli dei, regia di Luchino Visconti (1969)
- La tenda rossa (Красная палатка), regia di Michail K. Kalatozov (1969)
- Morte a Venezia, regia di Luchino Visconti (1971)
- Roma bene, regia di Carlo Lizzani (1971)
- Bronte: cronaca di un massacro che i libri di storia non hanno raccontato, regia di Florestano Vancini (1972)
- Torino nera, regia di Carlo Lizzani (1972)
- Piedone lo sbirro, regia di Steno (1973)
- Il suo nome faceva tremare, regia di Michele Lupo (1973)
- Uomini duri, regia di Duccio Tessari (1974)
- La poliziotta, regia di Steno (1974)
- Libera, amore mio!, regia di Mauro Bolognini (1975)
- Baby sitter, regia di René Clément (1975)
- Due cuori, una cappella, regia di Maurizio Lucidi (1975)
- La banca di Monate, regia di Francesco Massaro (1976)
- Gli esecutori, regia di Maurizio Lucidi (1976)
- Bruciati da cocente passione, regia di Giorgio Capitani (1976)
- L'Agnese va a morire, regia di Giuliano Montaldo (1976)
- Io ho paura, regia di Damiano Damiani (1977)
- Goodbye & Amen, regia di Damiano Damiani (1977)
- Gran bollito, regia di Mauro Bolognini (1977)
- Circuito chiuso, regia di Giuliano Montaldo (1978)
- Un uomo in ginocchio, regia di Damiano Damiani (1979)
- Gli anni struggenti, regia di Vittorio Sindoni (1979)
- L'avvertimento, regia di Damiano Damiani (1980)
- Il turno, regia di Tonino Cervi (1981)
- La quinta donna, regia di Alberto Negrin - fiction TV (1982)
- La piovra, regia di Damiano Damiani - fiction TV (1984)
- Io e il duce, regia di Alberto Negrin - fiction TV (1985)
- Il corsaro, regia di Franco Giraldi - fiction TV (1985)
- Mosca addio, regia di Mauro Bolognini (1986)
- Gli occhiali d'oro, regia di Giuliano Montaldo (1987)
- Se un giorno busserai alla mia porta, regia di Luigi Perelli - fiction TV (1987)
- Il segreto del Sahara, regia di Alberto Negrin (1988)
- Come stanno bene insieme, regia di Vittorio Sindoni (1989)
- A proposito di quella strana ragazza, regia di Marco Leto (1989)
- Rossini! Rossini!, regia di Mario Monicelli (1991)
- L'Atlantide, regia di Bob Swaim (1992)
- Non parlo più, regia di Vittorio Nevano (1995)
- Nessuno escluso, regia di Massimo Spano (1997)
- Die Schuld der Liebe, regia di Andrea Gruber (1999)
- Maria José - L'ultima regina, regia di Carlo Lizzani - fiction TV (2002)
- Madre come te, regia di Vittorio Sindoni - fiction TV (2003)
- Il bell'Antonio, regia di Maurizio Zaccaro (2005)
- Il placido Don (Tichij Don), regia di Sergej Fëdorovič Bondarčuk (2006)
- Fuga con Marlene, regia di Alfredo Peyretti - fiction TV (2007)
- Exodus - Il sogno di Ada, regia di Gianluigi Calderone (2007)
- Don Zeno - L'uomo di Nomadelfia, regia di Gianluigi Calderone (2008)
- Sissi, regia di Xaver Schwarzenberger (2009)
- Maltese - Il romanzo del commissario, regia di Gianluca Maria Tavarelli (postumo - 2017)

#### Sceneggiature di film non realizzati[14]
- La Zattera della medusa con Valerio Zurlini (1969)
- Masada con Giorgio Strehler (1970)
- Condominium con Elio Petri (1970)
- Sotto la soglia con Elio Petri (1976)
- Sotto il vestito niente con Michelangelo Antonioni (1984)

### Partecipazioni come attore
- Porte aperte, di Gianni Amelio, nel ruolo di un ambiguo testimone interrogato dal procuratore, interpretato da Gian Maria Volonté. (1990)
- Die Schuld der liebe, di Andreas Gruber, nel ruolo di un leader socialista austriaco padre della protagonista del film Sandrine Bonnaire (1997).

## Libretti d'opera
- Venere e il Leone. Melodramma da camera in un atto per soprano, pianista e orchestra di 14 strumenti. Musica di Egisto Macchi. Prima esecuzione a Trento nella rassegna di musica contemporanea (1986) con la regia di Giuliano Montaldo. Soprano: Alide Maria Salvetta; pianista e direttore d'orchestra: Antonio Ballista.
- 'A Matra. Melodramma in un atto per soprano, attrice di prosa e pianoforte attrezzato. Musica di Egisto Macchi. Prima esecuzione a Roma, in Campidoglio (1992) con la regia di Giuliano Montaldo. Soprano: Lisa Pierce; attrice: Patrizia Zappamulas; pianista: Antonio Ballista.

## Libri
Volumi dedicati a sceneggiature o racconti scritti da Nicola Badalucco per film non sempre realizzati.
- La Caduta degli dei, Bologna, Cappelli Editore (1970)
- Morte a Venezia, Bologna, Cappelli Editore (1971)
- Sei soggetti per il cinema, Circolo del Cinema di Mantova e della casa del Mantegna (1984)
- I clandestini, Circolo del Cinema di Mantova e della casa del Mantegna (1986)
- L'uomo dagli occhiali d'oro, Circolo del Cinema di Mantova e della casa del Mantegna (1987)
- Il boss è solo, Circolo del Cinema di Mantova e della casa del Mantegna (1989)
- La zattera della Medusa, Circolo del Cinema di Mantova e della casa del Mantegna (1990)
- Rossini! Rossini! Circolo del Cinema di Mantova e della casa del Mantegna (1991)
- Donne del Sud, Circolo del Cinema di Mantova e della casa del Mantegna (1995)
- Libera, amore mio, Pistoia, Edizioni Brigata del Leoncino (1999)
- Mosca addio, Pistoia, Edizioni Brigata del Leoncino (2000)
- Les Damnés, Paris, L'Avant-Scène cinèma (2001)
- Bronte: cronaca di un massacro che i libri di storia non hanno raccontato, Napoli, Liguori Editore (2002)
- La caduta degli dei, Circolo del Cinema di Mantova e della casa del Mantegna (2004)
- Morte a Venezia, Circolo del Cinema di Mantova e della casa del Mantegna (2004)
- Io e il duce, Circolo del Cinema di Mantova e della casa del Mantegna (2011)
- Strane storie per il cinema, Mantova, Edizioni tre lune (2014)

## Premi
- 1970 nomination all'Oscar alla migliore sceneggiatura originale per La caduta degli dei[9]
- 1970 nomination Nastro d'argento Migliore Sceneggiatura per La caduta degli dei
- 1970 Premio Spoleto nel Festival dei Due Mondi
- 1985 nomination Emmy Award per Io e il duce
- 1985 Premio Telamone per La Piovra
- 1991 Premio Flaiano alla carriera
- 1996 Efebo d'oro alla carriera
- 2007 Premio Mario Gallo alla carriera
- 2008 Premio De Sica alla carriera